# 聖阿波隆尼亞車站

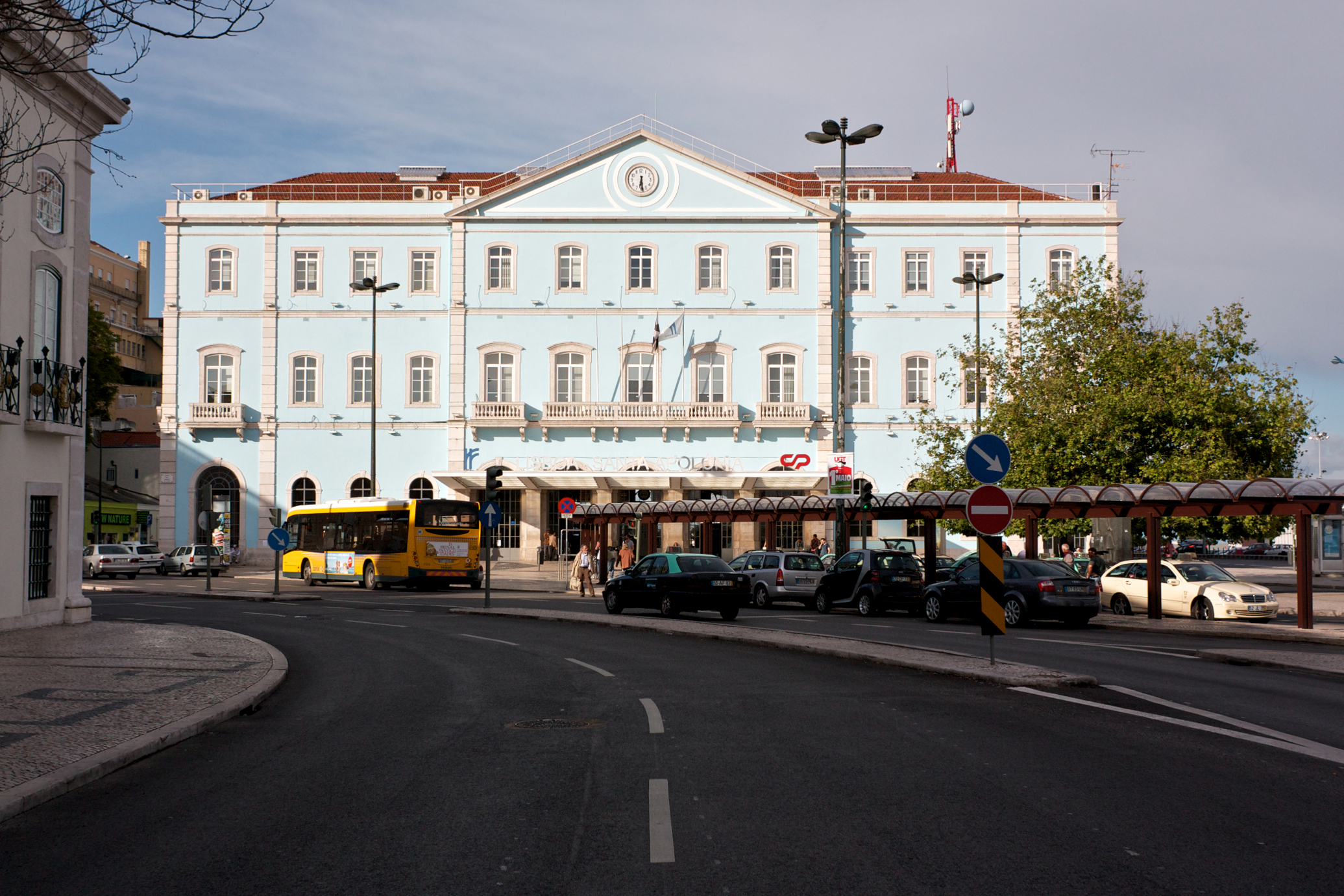
聖阿波隆尼亞車站

里斯本-聖阿波隆尼亞車站（葡萄牙語：Estação Ferroviária de Lisboa-Santa Apolónia）是位於葡萄牙首都里斯本的一座火車站，也是里斯本歷史最久的一座主要火車站，開業於1865年5月1日。現在聖阿波隆尼亞車站和里斯本東站並為里斯本的兩大交通樞紐車站。這裡出發的列車多為長途列車。2007年，這裡還開通了里斯本地鐵的車站。